# کریستینا انتونیچاک
کریستینا انتونیچاک (اوکراینی: Христина Антонійчук؛ زادهٔ ۴ سپتامبر ۱۹۹۰) تنیس‌باز اهل اوکراین است.